# Cyanopterus tricolor
Cyanopterus tricolor är en stekelart som först beskrevs av Gyöö Viktor Szépligeti 1908.  Cyanopterus tricolor ingår i släktet Cyanopterus och familjen bracksteklar. Inga underarter finns listade i Catalogue of Life.